# Mögest du in interessanten Zeiten leben
Mögest du in interessanten Zeiten leben, auch bezeichnet als Chinesischer Fluch, ist ein Sprichwort, dessen Herkunft nicht eindeutig belegt ist, aber oft der chinesischen Sprache zugesprochen wird.

Der ehemalige britische Botschafter in China, Hughe Knatchbull-Hugessen, erinnerte sich in der „May 30, 1948“ datierten „Introduction“ zu seinen 1949 veröffentlichten Memoiren daran, dass ihm ein Freund vor seiner Abreise von England nach China 1936 von einer chinesischen Verwünschung erzählt habe: „Mögest Du in interessanten Zeiten leben.“
„Before I left England for China in 1936 a friend told me that there exists a Chinese curse — ‚May you live in interesting times‘. If so, our generation has certainly witnessed that curse’s fulfilment.“

Weite Bekanntheit erlangte die Redewendung, als Robert F. Kennedy am 6. Juni 1966 in seiner Kapstädter Day of Affirmation Address sagte:

“There is a Chinese curse which says, ‘May he live in interesting times.’ Like it or not, we live in interesting times …”

„Es gibt einen chinesischen Fluch, der da lautet: ‚Möge er in interessanten Zeiten leben.‘ Ob wir es mögen oder nicht, wir leben in interessanten Zeiten …“

## Übersetzung und Interpretation
Der grundsätzliche Gedanke des Fluches deckt sich mit der Formulierung des Philosophen Hegel in der Einleitung zu seinen Vorlesungen über die Philosophie der Geschichte:

„Die Weltgeschichte ist nicht der Boden des Glücks. Die Perioden des Glücks sind leere Blätter in ihr.“

Für Flüche der chinesischen Sprache kommen zumindest zwei in Betracht:
宁为太平狗，不做乱世人。,  Níng wéi tàipíng gǒu，bù zuò luàn shì rén. – „Besser ein Hund in Friedenszeiten als ein Mensch in Zeiten des Aufruhrs“
生不逢时。,  Shēng bù féng shí. – „Zu einem ungünstigen Zeitpunkt geboren sein.“
Letztere Wendung stammt aus dem divinatorischen Text Jiaoshi Yilin aus der westlichen Han-Dynastie und steht hier in Zusammenhang mit negativen Omina.
Beispiel: 生不逢時，困且多憂。無有冬夏，心常悲愁。,  Shēng bù féng shí, kūn qiě duō yōu. Wú yǒu dōng xià, xīn cháng bēi chóu. – „Ist man zu einem ungünstigen Zeitpunkt geboren, so hat man Kummer und viele Sorgen. Gibt es keinen Winter oder Sommer, so ist das Herz regelmäßig traurig und voll Sorge.“

## Verwendungen
- Terry Pratchetts Scheibenwelt-Roman Echt zauberhaft trägt den englischen Titel Interesting Times.
- Das Blog des amerikanischen Journalisten George Packer im Magazin The New Yorker trägt den Titel Interesting times.
- Die Figur des Fähnrich Harry Kim in der Serie Star Trek: Voyager benutzt die Redewendung in der Folge The Cloud (1. Staffel, 6. Folge).
- In der TV-Serie White Collar wird der Fluch in Folge 14 von den Protagonisten Caffrey und Mozzie diskutiert.
- Im Kultur-Zyklus von Iain Banks ist eine Untergruppe der Besonderen Umstände „Interessante-Zeiten-Gruppe“ benannt.
- May you live in interesting times ist 2019 das Motto der Biennale di Venezia.
- In Der Sturz von Hyperion von Dan Simmons zitiert der Konsul den Fluch.
- Willkommen in interessanten Zeiten! ist der Titel eines 2011 auf Deutsch erschienenen Buches des slowenischen Philosophen und Psychoanalytikers Slavoj Žižek.
- Im Science-Fiction-Sammelband  Galaktische Mission von John Scalzi wird das wirkliche Zustandekommen der Geschichte um den vermeintlichen chinesischen Fluch dargestellt.
- Die beruflichen Memoiren von Benno Heussen tragen den Titel Interessante Zeiten, um auf die Herausforderungen hinzuweisen, die die Entwicklung des Berufsbildes der Rechtsanwälte zwischen 1970 und 2014 für diese selbst und ihre Mandanten bedeutet.